# نيك بيريرا
نيك بيريرا (بالإنجليزية: Nick Pereira)‏ هو لاعب كرة قاعدة أمريكي، ولد في 22 سبتمبر 1982.